# Praktiken
Praktiken, Medborgerlig Tidning (senare Veckotidning istället för bara Tidning) utgiven 21 november 1885  (provnummer) och sedan 15 januari 1886 till 30 juni 1888 i Kristinehamn.

## Tryckning, utgivningsfrekvens och format
Tidningen trycktes hos A. F. Broström.  med typsnittet antíkva. Tidningen hade  titelvinjett från 15 januari 1886 och en devis: Fri Diskussion Allmänt Folkblad. Tidningen kom bara ut en gång i månaden, med 4 sidor i folioformat från den 15 januari 1886 till 15 november samma år, men sedan utkom tidningen en gång i veckan på lördagar med 4 sidor i folio (58x31 cm) med 5 spalter. Samma format  hade även provnumret 1885. Pris  1 kr 1886, därefter 2 kr.

## Utgivare och medarbetare
Utgivningsbevis för tidningen utfärdades för skolföreståndaren och godtemplaren Per Johan Bäckman 3 november 1885 , som även var tidningens redaktör, Waldemar Skarstedt var 17 december 1886 till 29 oktober 1887 medredaktör, samt J. P. Rydelius från 1885 till 15 januari 1886 och slutligen  Nils Gillgren (sign. Cola) redaktionssekreterare 5 november 1887 till 1888. Gillgren gav i Stockholm ut en fortsättning av Praktiken under titeln Svenska Allehanda 7 juli till 24 augusti 1888.